# Jiajak Jaqeli
Jiajak Jaqeli (em georgiano:  ჯიაჯაქ ჯაყელი) foi uma imperatriz-consorte de Trebizonda, esposa de Aleixo II de Trebizonda, entre cerca de 1300 até 3 de maio de 1330. Ela era filha de Beka I, o atabegue da casa Jaqeli de Mesquécia. A família Jaqeli tinha o status feudal georgiano de eristavi, que podia ser um governador ou um comandante militar, função muito similar ao título bizantino de estratego.

## Casamento
O casamento de Jiajak com Aleixo II foi celebrado perto de 1300. O imperador bizantino Andrônico II Paleólogo (r. 1261–1328) havia sido guardião de Aleixo e queria que o jovem se casasse com a filha de alto oficial da corte, Nicéforo Cumno, mas, sem pedir permissão, Aleixo casou-se com Jiakak. Andrônico apelou para a Igreja tentando anular o casamento, mas o patriarca se recusou a ajudá-lo quando soube que a princesa já estava grávida. A mãe de Aleixo, Eudócia Paleóloga, que havia retornado à Trebizonda para tentar dissuadir o filho, acabou recomendando que ele mantivesse sua esposa ibérica.
Não se sabe ao certo quanto tempo durou o casamento. Aleixo morreu em 1330 e não há relatos sobre a morte da imperatriz. O Dictionnaire historique et Généalogique des grandes familles de Grèce, d'Albanie et de Constantinople (1983), de Mihail-Dimitri Sturdza, defende que ela teria sido a primeira de duas esposas de Aleixo. A segunda seria Jidga, a filha única de Demétrio II da Geórgia com sua segunda esposa, Solgar, uma mongol. Demétrio era polígamo e tinha três esposas conhecidas na época. A existência desta filha foi relatada nas "Crônicas Georgianas" também, mas não como esposa de Aleixo. Obras modernas mais antigas, como a "Europäische Stammtafeln: Stammtafeln zur Geschichte der Europäischen Staaten" (1978), de Detlev Schwennicke, não fazem menção a Jidga. Por tudo isto, a teoria de Sturdza não é aceita universalmente.

## Família
Jiajak e Aleixo tiveram pelo menos seis filhos:
- Andrônico III, imperador de Trebizonda entre 1330 e 1332.
- Basílio, imperador de Trebizonda entre 1332 e 1340.
- Miguel Anachutlu, assassinado por Andrônico III em 1330.
- Jorge Achpugas, assassinado por Andrônico III em 1330.
- Ana Anachoutlou, uma freira, tornou-se imperatriz reinante de Trebizonda entre 1341 e 1342.
- Eudócia, despoina de Sinope, casada com o emir da cidade.